# Championnat de Pologne de football 1995-1996
Navigation
Édition précédente Édition suivante
La saison 1995-1996 du championnat de Pologne est la soixante-huitième saison de l'histoire de la compétition. Cette édition a été remportée par le Widzew Łódź, devant le Legia Varsovie.

## Les clubs participants
| Club                | Ville       |
| ------------------- | ----------- |
| Amica Wronki        | Wronki      |
| GKS Bełchatów       | Bełchatów   |
| GKS Katowice        | Katowice    |
| Górnik Zabrze       | Zabrze      |
| Hutnik Cracovie     | Cracovie    |
| Lech Poznań         | Poznań      |
| Legia Varsovie      | Varsovie    |
| LKS Łódź            | Lódź        |
| Olimpia Gdańsk (pl) | Gdańsk      |
| Pogoń Szczecin      | Szczecin    |
| Raków Częstochowa   | Częstochowa |
| Siarka Tarnobrzeg   | Tarnobrzeg  |
| Sląsk Wrocław       | Wrocław     |
| Sokół Tychy         | Tychy       |
| Stal Mielec         | Mielec      |
| Stomil Olsztyn      | Olsztyn     |
| Widzew Łódź         | Lódź        |
| Zagłębie Lubin      | Lubin       |

## Compétition

### Classement
| Rang | Équipe                | Pts | J  | G  | N  | P  | Bp | Bc | Diff |
| ---- | --------------------- | --- | -- | -- | -- | -- | -- | -- | ---- |
| 1    | Widzew Łódź           | 88  | 34 | 27 | 7  | 0  | 84 | 22 | +62  |
| 2    | Legia Varsovie (T)    | 85  | 34 | 27 | 4  | 3  | 95 | 22 | +73  |
| 3    | Hutnik Cracovie       | 52  | 34 | 15 | 7  | 12 | 48 | 43 | +5   |
| 4    | ŁKS Łódź              | 49  | 34 | 13 | 10 | 11 | 43 | 38 | +5   |
| 5    | Amica Wronki (P)      | 48  | 34 | 13 | 9  | 12 | 35 | 37 | -2   |
| 6    | Stomil Olsztyn        | 46  | 34 | 13 | 7  | 14 | 32 | 41 | -9   |
| 7    | Lech Poznań           | 45  | 34 | 11 | 12 | 11 | 45 | 40 | +5   |
| 8    | Raków Częstochowa     | 44  | 34 | 12 | 8  | 14 | 33 | 36 | -3   |
| 9    | Sokół Tychy           | 44  | 34 | 11 | 11 | 12 | 36 | 40 | -4   |
| 10   | Zagłębie Lubin        | 44  | 34 | 11 | 11 | 12 | 34 | 35 | -1   |
| 11   | GKS Katowice          | 43  | 34 | 11 | 10 | 13 | 36 | 37 | -1   |
| 12   | Górnik Zabrze         | 43  | 34 | 10 | 13 | 11 | 45 | 52 | -7   |
| 13   | GKS Bełchatów (P)     | 42  | 34 | 12 | 6  | 16 | 40 | 54 | -14  |
| 14   | Śląsk Wrocław (P)     | 42  | 34 | 9  | 15 | 10 | 39 | 41 | -2   |
| 15   | Pogoń Szczecin        | 42  | 34 | 11 | 9  | 14 | 33 | 41 | -8   |
| 16   | Olimpia Gdańsk (pl)   | 40  | 34 | 11 | 7  | 16 | 39 | 58 | -19  |
| 17   | Stal Mielec           | 28  | 34 | 8  | 4  | 22 | 33 | 67 | -34  |
| 18   | Siarka Tarnobrzeg (P) | 15  | 34 | 3  | 6  | 25 | 24 | 70 | -46  |

| Légende : Qualifications et relégations | Légende : Qualifications et relégations                     |
| --------------------------------------- | ----------------------------------------------------------- |
|                                         | Ligue des champions de l'UEFA 1996-1997 (Tour préliminaire) |
|                                         | Coupe UEFA 1996-1997 (1er tour)                             |
|                                         | Relégué en II Liga                                          |
|                                         | (T) : Tenant du titre (P) : Promu                           |

## Bilan de la saison
| Tableau d'Honneur |                        |
| Compétition       | Vainqueur              |
| I Liga            | Widzew Łódź            |
| Coupe de Pologne  | Ruch Chorzów (II Liga) |

| Promotions et relégations |                                                                    |
| Relégués en II Liga       | Pogoń Szczecin Olimpia Gdańsk (pl) Stal Mielec Siarka Tarnobrzeg   |
| Promus de II Liga         | Odra Wodzisław Śląski Ruch Chorzów Polonia Varsovie Wisła Cracovie |

| Qualifications européennes 1996-1997   |                                |
| Ligue des Champions                    | Qualifié                       |
| 1er tour                               | Widzew Łódź                    |
| Coupe d'Europe des vainqueurs de coupe | Qualifié                       |
| 1er tour                               | Ruch Chorzów (II Liga)         |
| Coupe UEFA                             | Qualifié                       |
| 1er tour                               | Legia Varsovie Hutnik Cracovie |

## Meilleurs buteurs
| # | Joueur             | Équipe         | Buts |
| - | ------------------ | -------------- | ---- |
| 1 | Marek Koniarek     | Widzew Łódź    | 29   |
| 2 | Jerzy Podbrożny    | Legia Varsovie | 19   |
| 3 | Tomasz Wieszczycki | Legia Varsovie | 18   |